# Гусеницеїд чорноголовий
Гусеницеїд чорноголовий (Conopophaga roberti) — вид горобцеподібних птахів родини гусеницеїдових (Conopophagidae).

## Назва
Видова назва C. roberti вшановує французького натураліста Альфонса Робера, який першим зібрав зразки для описання виду.

## Поширення
Ендемік Бразилії. Поширений на сході країни від річки Токантінс на схід до штатів Піауї та Сеара.

## Опис
Дрібний птах, завдовжки 11—14 см, вагою до 20 г. Тіло пухке з великою сплющеною головою, коротким конічним дзьобом, короткими і закругленими крилами, квадратним хвостом та міцними ногами. В забарвленні присутній чіткий статевий диморфізм. У самців голова та горло чорні. Від очей до потилиці простягається біла смуга. Спина, крила та хвіст темно-коричневі. Груди та черево попелясто-сірі. У самиць голова та горло коричневі.

## Спосіб життя
Мешкає у дощових лісах з густим підліском та численними епіфітами. Трапляється поодинці або парами. Активний вдень. Більшу частину дня сидить на нижніх гілках чагарників, чатуючи на здобич. Живиться комахами та іншими дрібними безхребетними. Моногамний птах. Гніздо будує між прикореневими гілками кущів на висоті до 20 см над землею. У кладці 2—3 яйця. Насиджують обидва партнери почергово. Інкубація триває два тижні. Пташенята вилітають з гнізда через три тижні після вилуплення, але стають самостійними ще через 20 днів.